# ایهور پتروف
ایهور پتروف (انگلیسی: Ihor Petrov؛ زادهٔ ۳۰ ژانویهٔ ۱۹۶۴) بازیکن فوتبال اهل اوکراین است.
از باشگاه‌هایی که در آن بازی کرده‌است می‌توان به باشگاه فوتبال شاختار دونتسک و باشگاه فوتبال متالورگ دونتسک اشاره کرد.
وی همچنین در تیم ملی فوتبال اوکراین بازی کرده‌است.